# Stearman-Hammond Y-1
Le Stearman-Hammond Y-1 était un monoplan utilitaire léger américain des années 1930, conçu par la Stearman-Hammond Aircraft Corporation et évalué par la United States Navy et la Royal Air Force.

## Conception et développement

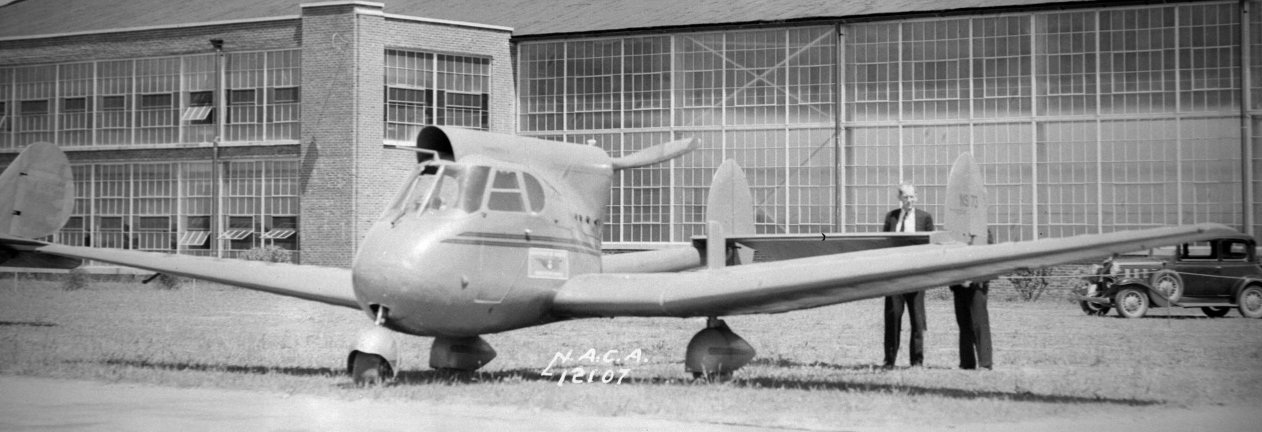
Test du Y-1 à Langley.

Au début des années 1930, Dean B. Hammond conçu le Hammond Model Y, un monoplan à aile basse à double dérive et configuration à Hélice propulsive (en anglais : « pusher »). Hammond coopéra avec le concepteur aéronautique Lloyd Stearman pour développer ce modèle pour une production en série. Ils formèrent ainsi la Stearman-Hammond Aircraft Corporation, en 1936, afin de produire l'avion, sous la désignation de Stearman-Hammond Y-1. Le premier exemplaire produit fut doté d'un moteur à pistons Menasco C-4 de 125 ch (93 kW), entraînant une hélice en configuration poussive. Les performances de l'appareil ne furent pas impressionnantes et il fut remotorisé avec un Menasco C-4S de 150 ch (112 kW), recevant la désignation Y-1S. Bien qu'il fût conçu pour être facile à piloter, son prix élevé fit que seulement vingt exemplaires furent produits.
L'avion ne possédait pas de gouverne de lacet, les dérives étant ajustables mais fixes en vol. Les virages étaient effectués uniquement par l'action différentielle des ailerons et des gouvernes de profondeur.

## Histoire opérationnelle

Amelia Earhart à bord d'un Stearman-Hammond Y-1 possédant les marquages du Bureau of Air Commerce du département du Commerce des États-Unis.

En 1934, le Bureau of Air Commerce mit en place une compétition pour un avion sûr et pratique, dont le prix devait se situer aux alentours des 700 dollars (11 768 dollars de 2025). En 1936, l'appareil déclaré gagnant de la compétition fut le Stearman-Hammond Y-1, incluant beaucoup des équipements de sécurité de l'Ercoupe W-1.Les deux autres gagnants furent le Waterman Aeroplane et un Autogire/voiture volante , l'AC-35, d'Autogiro Company of America (en). 25 exemplaires furent commandés par le Bureau, à un prix unitaire de 3 190 dollars (58 774 dollars de 2025). Le premier exemplaire livré fut considéré comme ayant une finition inacceptable, encourageant à la production de la version repensée Y1-S.
Deux Y-1S, portant les numéros de série 0908 et 0909, furent utilisés par la United States Navy pour des essais de développement de systèmes de radiocommande, recevant alors la désignation de JH-1,. Un vol radiocommandé sans pilote fut réalisé avec succès par un drone JH-1, le 23 décembre 1937, à la base aérienne des Garde-côtes des États-Unis de Cape May, dans le New Jersey. Le décollage et l'atterrissage furent contrôlés par un système radio terrestre. Pour les manœuvres en vol, le contrôle fut transféré vers un TG-2 en vol.
La compagnie aérienne KLM acheta un Y-1, immatriculé PH-APY, pour l'entraînement de ses pilotes au train d'atterrissage tricycle. La Royal Air Force évalua également un ancien Y-1S de la KLM dans les années 1940.

## Versions
- Hammond Model Y : Prototype conçu pour la compétition de 1934 du Bureau of Air Commerce des États-Unis[7],[8] ;
- Stearman-Hammond Y-1 : Prototype, propulsé par un moteur Menasco C-4 de 125 ch (93 kW) ;
- Stearman-Hammond Y-1S : Avion de série, propulsé par un moteur Menasco C-4S de 150 ch (110 kW) ;
- JH-1 : Désignation attribuée par l'US Navy à deux Y-1S utilisés pour des essais[4].

## Spécifications techniques (Y-1S)
Données de Smithsonian Institution's National Air and Space Museum (NASM).
Caractéristiques générales
- Équipage : 1 pilote
- Longueur : 8,20 m
- Envergure : 12,19 m
- Hauteur : 2,31 m
- Masse à vide : 635 kg
- Masse typique : 975 kg
- Moteur : 1   moteur à pistons à 4 cylindres en ligne refroidis par air Menasco C-4S de 150 ch (110 kW)

 Performances 
- Vitesse maximale : 209 km/h
- Rapport poids-puissance : 4,23 kg/ch